# Pressostruttura
Una pressostruttura è un edificio realizzato con materiali mantenuti in posizione tramite pressione, in genere la pressione forzata dell'aria. Viene generalmente realizzata mediante il gonfiaggio di una membrana sagomata di poliestere ad alta resistenza, mantenuta in pressione da compressori. Le porte, a doppio battente, eliminano le possibilità di fuoriuscita di aria e mantengono costante la temperatura interna. Sistemi di ancoraggio permettono il fissaggio della pressostruttura al terreno e la copertura di spazi molto vasti. Le pressostrutture sono molto utilizzate come coperture di impianti sportivi come piscine o campi da tennis.